# Akira Kuroiwa
Akira Kuroiwa (n. 6 septembrie 1961, Tsumagoi⁠(d), Agatsuma district⁠(d), Prefectura Gunma, Japonia) este un patinator de viteză ce a reprezentat Japonia, medaliat olimpic. A participat la 2 ediții ale Jocurilor Olimpice (1984, 1988) în care a câștigat o medalie de aur.